# Huai'an
Huai'an (vroeger voor 2001 ook wel Huaiyin) is een stad in de gelijknamige prefectuur in de oostelijke provincie Jiangsu, Volksrepubliek China. Bij de volkstelling van 2020 had de stad 1,8 miljoen inwoners de prefectuur had 4,6 miljoen inwoners. 
Staalproducent Zenith Steel heeft hier een staalfabriek.

## Geboren
- Zhou Enlai (1898-1976), politicus